# Idaea demandataria
Idaea demandataria là một loài bướm đêm trong họ Geometridae.